# Seguretat química

La seguretat química és el conjunt d'activitats destinades a garantir, a curt o a llarg termini, la protecció de la salut de les persones i del medi pròxim respecte a l'exposició als productes químics en qualsevol de les fases dels seus cicles de vida: des de la fabricació, emmagatzematge, transport, comercialització i ús, fins a la seva eliminació.
Contínuament es posen al mercat, a disposició de la població, nous productes químics i una elevada quantitat de productes ja existents; en especial formulats o barreges comercials, dels quals es desconeix en gran part el seu risc potencial.
El coneixement de la perillositat dels productes químics i dels efectes negatius potencials que poden produir, és fonamental per a poder avaluar els riscs i prendre mesures destinades a reduir-los.
Per aquest motiu, la seguretat química té com a objectiu la prevenció dels efectes adversos, per a l'ésser humà i el medi ambient, resultat de la producció, l'emmagatzematge, el transport, el maneig, l'ús i el rebuig de productes químics.

## Risc químic
El risc químic és aquell risc susceptible de ser produït per una exposició no controlada a agents químics la qual pot produir efectes aguts o crònics i l'aparició de malalties. Els productes químics tòxics també poden provocar conseqüències locals i sistemàtiques segons la naturalesa del producte i la via d'exposició.
Pot tenir causes diverses com: El desconeixement de les característiques de perillositat de les substàncies, substàncies sense identificar, emmagatzematge inadequat, falta de disponibilitat de fitxes de dades de seguretat, desconeixement de mètodes i procediments de treball, contaminació ambiental per mantenir oberts o mal tancats envasos, insuficient ventilació o bé per utilitzar el material de laboratori de manera inadequada o material de mala qualitat.
Els productes químics mal utilitzats tenen un efecte directe tant en el medi ambient com en l'ésser humà, i pot arribar a aquest per dues vies principals, entre d'altres:
- Contaminació per inhalació: Les partícules molt fines, els gasos i els vapors es poden barrejar amb l'aire, penetrant en el sistema respiratori, essent capaços d'arribar fins als pulmons i passar a la sang. Segons la seva naturalesa, provocaran efectes de major o menor gravetat. Per aquest motiu és imprescindible protegir-se
- Contaminació per absorció cutània: El contacte prolongat de la pell amb el tòxic, pot produir intoxicació per absorció cutània, ja que el tòxic pot travessar la barrera defensiva i ser distribuït per tot l'organisme. Són especialment perillosos els tòxics liposolubles com els insecticides i altres pesticides.

Així doncs, el rics químic acaba afectant d'una manera o d'una altra, al medi ambient i a l'ésser humà. És en aquest moment quan entra en joc la seguretat química per a disminuir la perillositat que aquests poden causar.

## Prevenció del risc biològic provocat per productes químics
El risc biològic o biorisc consisteix en la presència d'un organisme, o la substància derivada d'un organisme, que planteja, sobretot, una amenaça per a la salut humana, una contaminació biològica, la qual pot estar derivada del risc químic anomenat anteriorment.

### Prevenció de riscs que afecten a la salut humana
Els productes que poden afectar directament a l'ésser humà i a la seva salut provenen de diverses categories, així com:
- molt tòxics, tòxics: si per inhalació, ingestió o penetració cutània, en molt poca quantitat, poden provocar efectes aguts, crònics o fins i tot la mort.
- nocius, irritant: si per vies d'entrada, en quantitats no petites poden provocar efectes aguts o crònics, o fins i tot la mort.
- corrosius: que en contacte amb teixits vius, poden exercir una acció destructiva contra aquests.
- sensibilitzants: els quals per inhalació o penetració cutània poden ocasionar una reacció d'hipersensibilització de forma que dona lloc a efectes negatius.
- cancerígens: quan per inhalació, ingestió o penetració cutània, poden produir càncer o augmentar la seva freqüència.
- mutagènics: els quals per inhalació, ingestió o penetració cutània, poden produir alteracions genètiques hereditàries o poden augmentar la seva freqüència.
- tòxics per a la reproducció: els quals per inhalació, ingestió o penetració cutània, poden produir efectes negatius no hereditaris en la descendència, o augmentar la freqüència d'aquests, o afectar de forma negativa a la funció o capacitat reproductora tant femenina com masculina.

Davant aquests riscs, s'ha posat en marxa un pla de prevenció que, entre altres mesures de seguretat, la que més s'utilitza a nivell mundial són els pictogrames.

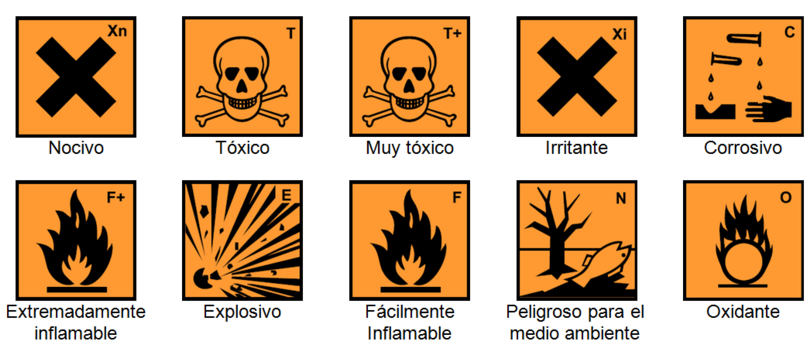
Pictogrames que indiquen tant risc biològic com químic per la salut humana i el medi ambient.

#### Prevenció de riscs que afecten al medi ambient
Per a garantir la seguretat de l'entorn i el medi ambient, a nivell mundial, s'ha establert un pictograma que indica aquests rics, incloent-hi:

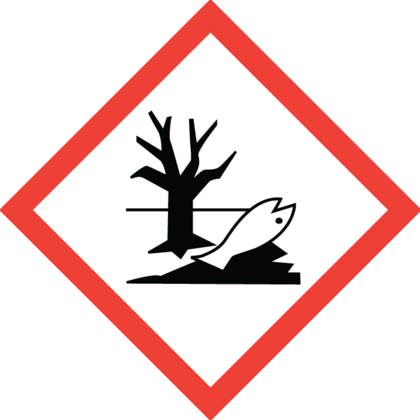

- Tòxics per a la flora
- Tòxics per a la fauna
- Tòxics pels organismes del sòl
- tòxics per a les abelles
- Perillosos per a la capa d'ozó
- Tòxics pel medi aquàtic

## Obligacions i prohibicions
Tot i que la química està per tot arreu, s'ha de tenir molta cura especialment treballant al laboratori, ja és el lloc on més risc pateix tant la persona que hi treballa com el seu entorn. Per aquest motiu, hi ha una sèrie d'obligacions i prohibicions per a garantir la seguretat química en aquest àmbit.

### Prohibicions
- Fumar, beure, menjar o preparar menjar en un laboratori.
- Treballar sol.
- Posar en contacte el material de laboratori i la boca.
- Manipular substàncies inflamables prop d'un punt calent.
- El maneig sense ulleres protectores, bata i guants adequats.

### Obligacions
- Rentar-se bé les mans abans de l'entrada i sortida del laboratori.
- Identificar la ubicació d'equips de seguretat de primers auxilis.
- Llevar-se totes les joies, no usar maquillatge, llaç del pèl.
- Usar una brusa en cotó, no de polièster (cremades de cotó en contacte amb una flama, mentre que la part inferior de polièster i s'adhereix a la pell).
- Protegir durant la manipulació de desgast (ulleres, màscara, guants, davantal, etc.) (protecció contra productes químics, calor, corts, colps, radiació, etc.). Veure Equip de Protecció Personal (EPP).
- No deixar res pel terra o en els bancs.
- No emmagatzemar els envasos perillosos (ampolles de vidre ...) prop d'una d'un banc, o en el caire de la plataforma.
- Evitar l'acumulació de grans quantitats (dissolvents, envasos, residus, etc.) en el laboratori.
- Fixar bé les botelles de gas i lluny de fonts de calor o projeccions de productes corrosius. Guardar en l'exterior (i preguntar per una font d'alimentació externa).
- Equip quan ja no és necessària a fi de no ser avergonyit en pròximes manipulacions, també aprendre a manejar l'espai de treball i el temps disponible.
- Totes les botelles i els envasos han de ser etiquetats sense excepció per a incloure el nom, fórmula, els símbols i els codis de seguretat definits pel Sistema Globalment Harmonitzat (SGA) i la data de caducitat.
- Llegir les instruccions d'un material o una botella de comerç.
- Revisar l'equip abans del seu ús de vidre (eliminar qualsevol cristall esquerdat...).
- Consultar les icones quan estan presents i els codis de GHS.
- Posar verins, materials perillosos, àcids, bases, líquids inflamables, productes caducats, en àrees protegides tals com cabines de seguretat dedicades i clarament identificades.
- Instal·lar un contenidor per a vidre i una per a metalls.
- Comprovar regularment els mitjans de seguretat (extintors d'incendis, alarmes d'incendi visuals i acústiques, detectors de fum, indicadors de llum permanents de direcció de descàrrega, ventilació, etc.) i descongelar frigorífic/congelador.

## Responsable de la seguretat química internacional
La industria és la responsable de la gestió del risc de les substàncies químiques i de proporcionar informació sobre la seva seguretat. Segons el Reglament REACH, els fabricants i els importadors han de recopilar i traslladar la informació relacionada amb les propietats de les seves substàncies químiques de manera que els usuaris puguin manipular-les amb la màxima seguretat.
La industria també ha de garantir les mesures de protecció, les restriccions i les autoritzacions.
El Reglament CLP, exigeix als treballadors i consumidors de la Unió Europea (UE) la identificació de les propietats perilloses de les seves substàncies químiques que poden resultar nocives pels humans o pel medi ambient.
Segons el Reglament de biocides (BPR), els proveedors de substàncies biocides actives han de proporcionar informació sobre la substància. Tots els productesbiocides necessiten una autorització del ECHA o d'una altra autoritat nacional abans de la seva comercialització.

### Funció del REACH a nivell mundial

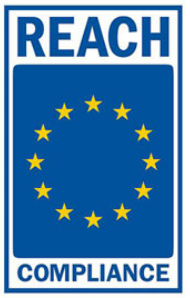
Autoritat REACH.

Ara bé, a nivell mundial l'encarregat d'aquesta seguretat és l'autoritat nacional REACH combinada amb:
- Conselleria de sanitat.
- Agència de Protecció de Salut.
- Serveis territorials.
- Serveis oficials farmacèutics.

### Agenda 21
Al capítol 19 de l'Agenda 21 s'estableixen els principis per a una seguretat química eficaç a nivell internacional i per a la gestió de productes químics concrets. El programa d'acció de la primera Conferència sobre Medi Ambient i Desenvolupament adoptat per molts caps d'estat i de govern el 1992 a Rio de Janeiro (Brasil) estableix objectius per a la gestió ecològica de productes químics, incloent mesures per a prevenir la contaminació (el comerç internacional de productes tòxics i perillosos).